# Mijaíl Yelguin
Mijaíl Nikoláievich Yelguin (en ruso: Михаил Николаевич Елгин; San Petersburgo, Rusia; 14 de octubre de 1981), conocido simplemente como Mijaíl Yelguin, es un tenista ruso especializado en dobles, donde ha llegado a ser n.º 53 del mundo.

## Carrera

### 2008 - 2012
En esta etapa su mejor actuación en individuales fue llegar a los cuartos de final del Torneo de San Petersburgo en 2008, donde perdió ante Victor Hănescu por 1-6, 4-6.
En dobles, logró su mejor actuación en lo que llevaba de carrera cuando llegó a la final del mismo Torneo de San Petersburgo pero en 2011 junto con Aleksandr Kudriávtsev tras recibir una wild card.

### 2013
En este año ganó su primer título ATP World Tour con el uzbeko Denis Istomin en el Torneo de Moscú; vencieron a los hermanos Neal y Ken Skupski en la final.

### 2014
En compañía con el checo František Čermák, vencieron en primera ronda a los cuartos favoritos en el Torneo de Memphis. Derrotaron al australiano Samuel Groth y el bielorruso Max Mirnyi, para alcanzar las semifinales del torneo. En la semana siguiente los volvieron a derrotar pero esta vez en partido correspondiente a las semifinales del Torneo de Delray Beach, pero perdieron la final ante los hermanos Bob y Mike Bryan.

## Títulos ATP (1; 0+1)

### Dobles
| Leyenda                         |
| Grand Slam (0)                  |
| ATP Wourld Tour Finals (0)      |
| ATP Masters 1000 World Tour (0) |
| ATP World Tour 500 series (0)   |
| ATP World Tour 250 series (1)   |

| N.º | Fecha                 | Torneo | Superficie | Compañero     | Oponentes en la final    | Resultado         |
| --- | --------------------- | ------ | ---------- | ------------- | ------------------------ | ----------------- |
| 1.  | 20 de octubre de 2013 | Moscú  | Dura (i)   | Denis Istomin | Ken Skupski Neal Skupski | 6-2, 1-6, [14-12] |

#### Finalista (3)
| N.º | Fecha                 | Torneo          | Superficie | Compañero             | Oponentes en la final         | Resultado           |
| --- | --------------------- | --------------- | ---------- | --------------------- | ----------------------------- | ------------------- |
| 1.  | 30 de octubre de 2011 | San Petersburgo | Dura (i)   | Alexander Kudryavtsev | Colin Fleming Ross Hutchins   | 3-6, 7-6(5), [8-10] |
| 2.  | 23 de febrero de 2014 | Delray Beach    | Dura       | František Čermák      | Bob Bryan Mike Bryan          | 2-6, 3-6            |
| 3.  | 12 de febrero de 2017 | Sofía           | Dura (i)   | Andrey Kuznetsov      | Viktor Troicki Nenad Zimonjić | 4-6, 4-6            |

## Títulos Challenger; 25 (3 + 22)
| Leyenda               | Individuales | Dobles |
| --------------------- | ------------ | ------ |
| ATP Challenger Series | 3            | 22     |

### Individuales
| N.º | Fecha      | Torneo                    | Superficie | Oponentes en la final | Resultado       |
| --- | ---------- | ------------------------- | ---------- | --------------------- | --------------- |
| 1.  | 08.12.2007 | Challenger de Nueva Delhi | Dura       | Tomas Cakl            | 7:64, 6:76, 6:3 |
| 2.  | 03.08.2008 | Challenger de Saransk     | Tierra     | Denis Istomin         | 7:66, 3:6, 6:3  |
| 3.  | 09.08.2008 | Challenger de Samarcanda  | Tierra     | André Ghem            | 7:64, 6:3       |

#### ATP Challenger Tour
| N.º | Fecha       | Torneo                            | Superficie    | Compañero             | Oponentes en la final                    | Resultado         |
| --- | ----------- | --------------------------------- | ------------- | --------------------- | ---------------------------------------- | ----------------- |
| 1.  | 03.08.2003  | Challenger de San Petersburgo (1) | Tierra        | Orest Tereshchuk      | Juri Schischkin Dmitri Vlasov            | 3:6, 6:3, 7:5     |
| 2.  | 15.08.2004  | Challenger de San Petersburgo (2) | Tierra        | Andrei Mischin        | Daniele Giorgini Simone Vagnozzi         | 6:3, 5:7, 6:4     |
| 3.  | 12.11.2007  | Challenger de Helsinki (1)        | Dura(i)       | Aleksandr Kudriávtsev | Harri Heliovaara Henri Kontinen          | 4:6, 7:5, [13:11] |
| 4.  | 16.08.2008  | Challenger de Buxoro              | Dura          | Papel Theshow         | Łukasz Kubot Oliver Marach               | 7:62, 6:1         |
| 5.  | 07.09.2008  | Challenger de Tscherkasy          | Tierra        | Alexander Krasnokutsk | Serguéi Bubka Sergiy Stakhovsky          | 6:4, 7:5          |
| 6.  | 08.11.2008  | Challenger de Astana (1)          | Dura          | Aleksandr Kudriávtsev | Georg Bastl Marco Chiudinelli            | 6:4, 6:74, [10:8] |
| 7.  | 25.07.2009  | Challenger de Penza (1)           | Dura          | Aleksandr Kudriávtsev | Alexei Kedryuk Denis Matsukevich         | 4:6, 6:3, [10:6]  |
| 8.  | 02.08.2009  | Challenger de Saransk (1)         | Tierra        | Yevgueni Kirílov      | Alexei Kedryuk Denis Matsukevich         | 6:2, 6:1          |
| 9.  | 24..07.2010 | Challenger de Penza (2)           | Dura          | Nikolaus Moser        | Alexander Bury Kiryl Harbaziuk           | 6:4, 6:4          |
| 10. | 01.08.2010  | Challenger de Saransk (2)         | Tierra        | Ilja Beljaew          | Denís Molchanov Artem Smyrnov            | 3:6, 7:66, [11:9] |
| 11. | 29..08.2010 | Challenger de Astana (2)          | Dura          | Nikolaus Moser        | Wu Di Zhang Ze                           | 6:0, 6:4          |
| 12. | 13..11.2010 | Challenger de Ortisei             | Carpeta (i)   | Aleksandr Kudriávtsev | Tomasz Bednarek Michal Przysiezny        | 3:6, 6:3, [10:3]  |
| 13. | 19.03.2011  | Challenger de Guangzhou           | Dura          | Aleksandr Kudriávtsev | Sanchai Ratiwatana Sonchat Ratiwatana    | 7:63, 6:3         |
| 14. | 27..03.2011 | Challenger de Pingguo             | Dura          | Aleksandr Kudriávtsev | Harri Heliovaara Jose Rubin Statham      | 6:3, 6:2          |
| 15. | 10..07.2011 | Challenger de Pozoblanco          | Dura          | Aleksandr Kudriávtsev | Illya Marchenko Denís Molchanov          | walkover          |
| 16. | 13..08.2011 | Challenger de Samarcanda          | Tierra        | Aleksandr Kudriávtsev | Radu Albot Andréi Kuznetsov              | 7:64, 2:6, [10:7] |
| 17. | 21.08.2011  | Challenger de Qarshi              | Dura          | Aleksandr Kudriávtsev | Konstantín Kravchuk Denís Molchanov      | 3:6, 6:3, [11:9]  |
| 18. | 11..11.2012 | Challenger de Bratislava          | Dura (i)      | Lukáš Dlouhý          | Philipp Marx Florin Mergea               | 6:75, 6:2, [10:6] |
| 19. | 18.11.2012  | Challenger de Helsinki (2)        | Dura(i)       | Igor Zelenay          | Uladzimir Ignatik Jimmy Wang             | 4:6, 7:60, [10:4] |
| 20. | 12.10.2013  | Challenger de Tashkent            | Dura          | Teymuraz Gabashvili   | Purav Raja Divij Sharan                  | 6:4, 6:4          |
| 21. | 22.03.2014  | Challenger de Panamá              | Tierra        | František Čermák      | Martín Alund Guillermo Durán             | 4:6, 6:3, [10:8]  |
| 22. | 22.03.2015  | Challenger de Kazan               | Dura (i)      | Igor Zelenay          | Andrea Arnaboldi Matteo Viola            | 6–3, 6–3          |
| 23. | 24.04.2015  | Challenger de Vercelli            | Tierra batida | Sergey Betov          | Andrea Arnaboldi Hans Podlipnik-Castillo | 6:75, 7:5, 10:3   |